# کوتورا
کوتورا (انگلیسی: Cotorra) نام شهری در کشور کلمبیا است.